# ماجرای لاپلاس
ماجرای لاپلاس (انگلیسی: Laplace affair) یک مداخله نظامی توسط سلطنت ژوئیه فرانسه در سال ۱۸۳۹ برای پایان دادن به آزار و شکنجه کاتولیک‌ها یا کاتولیسیزم‌ستیزی در پادشاهی جزایر هاوایی، که توسط وزرای پروتستان ترویج شده بود. تحت تهدید جنگ، پادشاه کامیهامیهای سوم با درخواست فرانسه برای توقف بازداشت شهروندان کاتولیک و پرداخت غرامت موافقت کرد.